# Claudia de Rham
Claudia de Rham (* 29. März 1978 in Lausanne) ist eine schweizerisch-britische Physikerin und Professorin am Imperial College London in London.

## Leben
De Rhams Eltern waren in der Entwicklungshilfe tätig und deswegen zog die Familie häufig um: von der Schweiz in peruanische Bergdörfer, dann wieder zurück in die Schweiz und dann nach Antananarivo in Madagaskar. So lernten sie und ihre Geschwister viele Kulturen, Sprachen und Orte kennen. Als Kind hatte sich bei ihr der Wunsch entwickelt, Astronautin zu werden. Um sich an das Gefühl der Schwerelosigkeit zu gewöhnen, begann sie Tauchunterricht zu nehmen. Gegen den Wunsch ihrer Eltern begann sie ein Physik- und Astronomiestudium. In ihrer Zeit als Postdoc in Kanada machte sie ihren Flugschein. 2009 hatte es Claudia de Rham in die Endauswahl der ESA für Astronautinnen und Astronauten als eine der 41 Kandidatinnen von 20.000 geschafft; sie wurde dann positiv auf latente Tuberkulose,  ein Mitbringsel von ihrem Madagaskar-Aufenthalt, getestet und musste deswegen ihren Raumfahrerwunsch aufgeben. Sie wandte sich danach von dem Studium der Astronomie ab und dem der theoretischen Physik zu.

## Akademische Positionen
Sie erwarb einen ersten Master of Science an der École polytechnique fédérale de Lausanne sowie einen zweiten MSc (Diplôme d'Ingénieur in Physik) an der École polytechnique in Palaiseau. Den Doktorgrad eines Ph.D. erwarb sie 2008 an der University of Cambridge im Department of Applied Mathematics and Theoretical Physics. Zwischen 2005 und 2006 war sie Research Fellow an der McGill University in Montreal. Zwischen 2006 und 2010 folgte eine Tätigkeit als Research Fellow an dem Medical Centre der McMaster University in Hamilton in Kanada, zugleich war die in dieser Zeit Research Fellow am Perimeter Institute for Theoretical Physics in Waterloo. 2010 wechselte sie als Assistant Professor des Swiss National Science Foundation an die Universität Genf in der Schweiz; diese Position hatte sie bis zum 31. Dezember 2011 inne. 2012 wechselte sie bis 2016 auf eine Professorenstelle an der Case Western Reserve University in Cleveland (USA). Als Adjunct Professor blieb sie dort bis heute tätig. Als Noether-Simons Fellow ging sie 2018 wieder nach Kanada an das Perimeter Institute for Theoretical Physics; diese Position hat sie bis heute inne. 2016 folgte der Ruf als Professorin für Theoretische Physik an das Imperial College London in London. Des Weiteren ist sie Direktorin an dem Abdus Salam International Centre for Theoretical Physics im Schloss Miramare sowie eine der beiden Vorsitzenden des Particle Physics Grants Panel (PPGP).

## Privates
Sie ist mit dem Physiker Andrew J. Tolley verheiratet und ist Mutter von drei Töchtern.

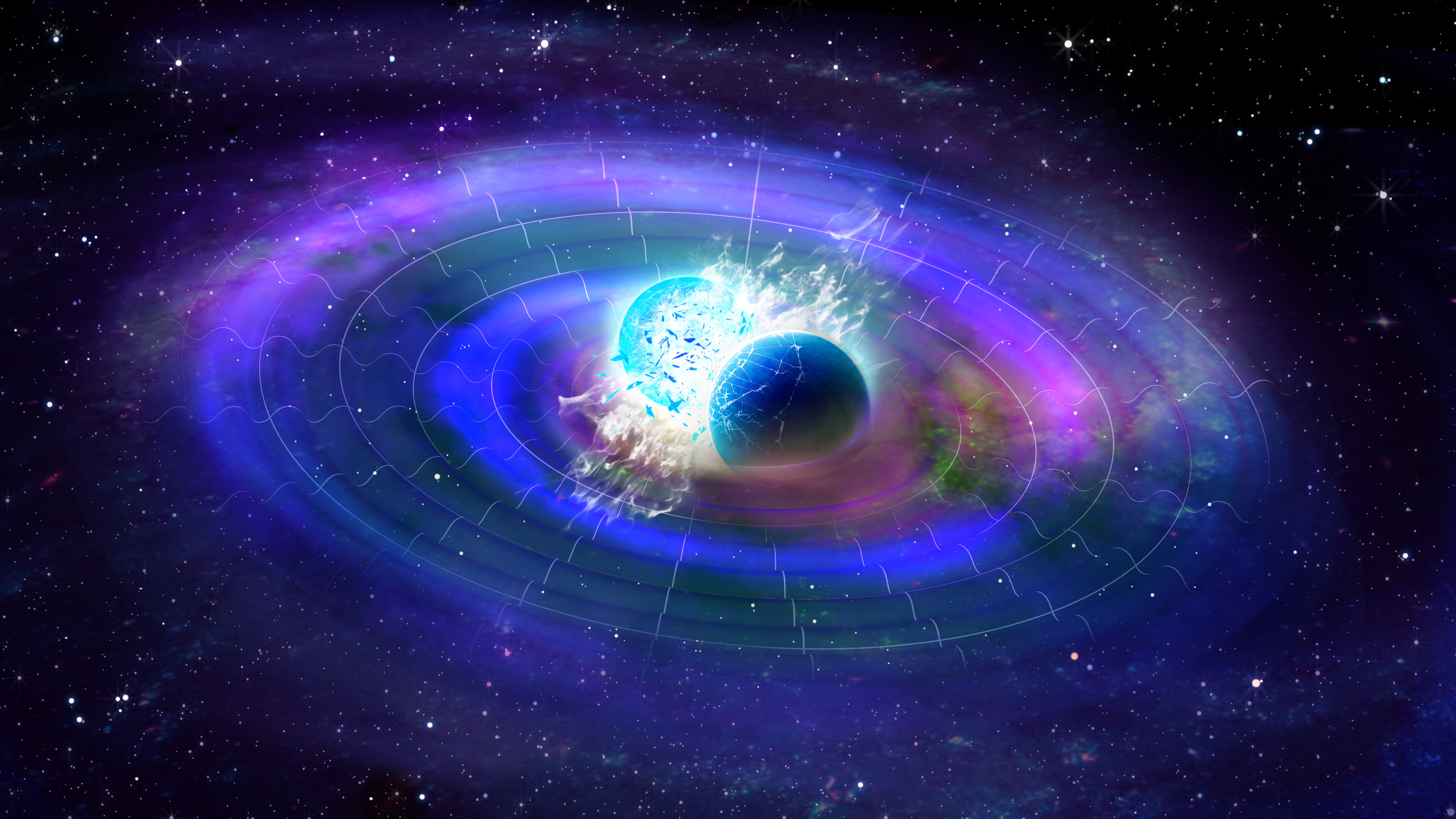
Gravitationswellen

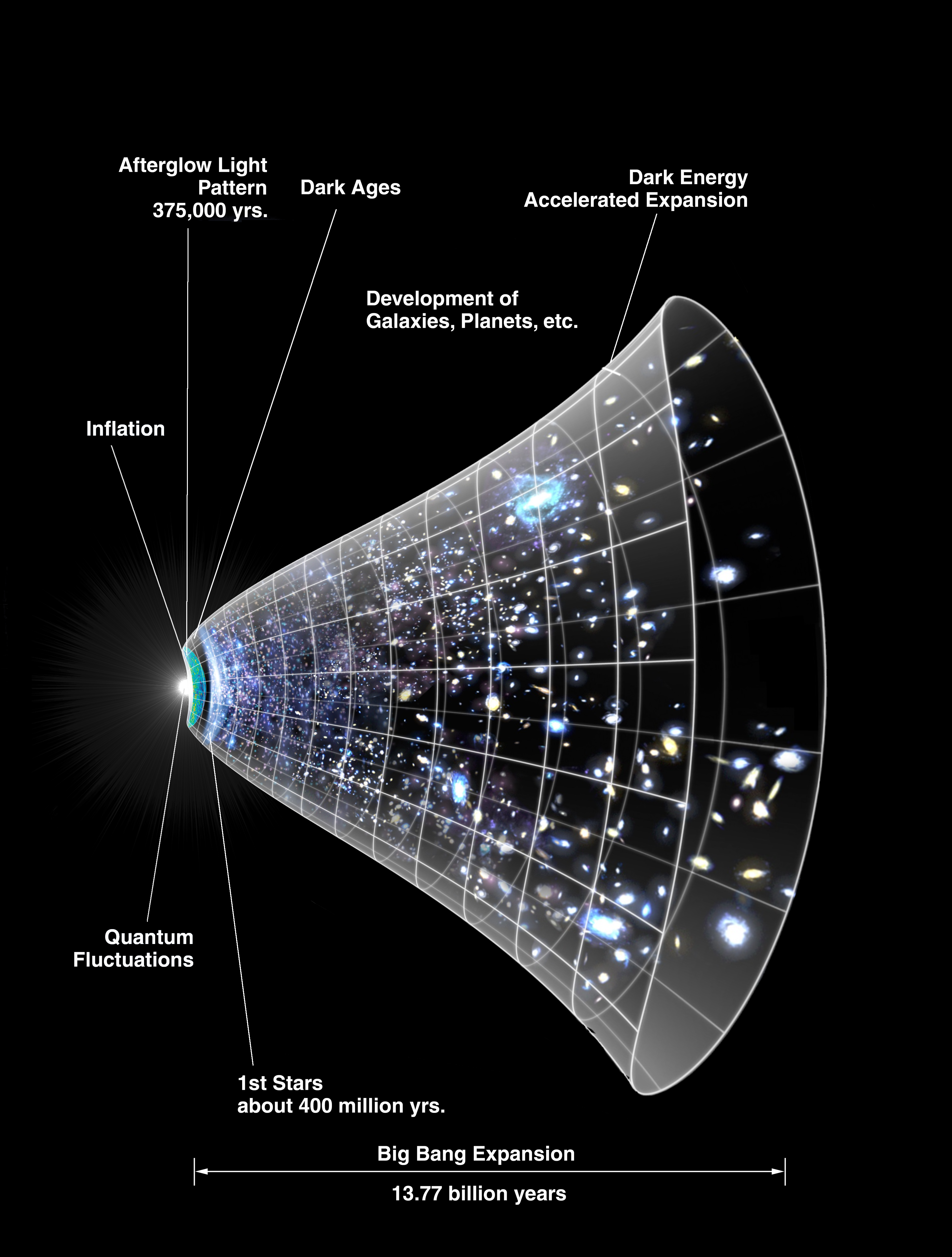
Expansion des Universums (Darstellung der Entwicklung des Universums über 13,77 Milliarden Jahre)

## Werk
Claudia de Rham arbeitet auf den Gebieten der Quantenfeldtheorie, der Gravitation und der Gravitationswellen, ebenso in Bereichen der Kosmologie und der Teilchenphysik; sie verwendet dabei Methoden der numerischen Simulationen und Verfahren der theoretischen mathematischen Physik, um grundlegenden Naturgesetze zu erforschen. Die Ergebnisse ihrer Arbeit fordern die Allgemeine Relativitätstheorie heraus, die bisher von masselosen Gravitonen ausgeht.
Bei ihrer Zusammenarbeit mit dem Physiker Gregory Gabadadze von der New York University erforschte sie Gravitationsmodelle, welche die beschleunigte Expansion des Universums erklären könnten. Sie gilt dabei als Vorreiterin bei der Entwicklung von Theorien der massiven Gravitation, bei denen das Teilchen, das die Gravitationskraft trägt, das Graviton, massiv sein kann. 2010 konstruierte sie eine nichtlineare Theorie eines massiven Gravitons, die theoretisch konsistent und „geisterfrei“ ist. Diese Formulierung der massiven Gravitation ist heute als „de Rham-Gabadadze-Tolley (dRGT)-Theorie“ bekannt, benannt nach ihrer Entdeckung durch de Rham, Gregory Gabadadze und Andrew J. Tolley. Ihre Forschung hilft, das Problem der kosmologischen Konstante zu lösen und könnte die beschleunigte Expansion des Universums als rein gravitativen Effekt beschreiben, wobei massive Gravitonen für die dunkle Energie verantwortlich sind.
In der Öffentlichkeit ist sie bekannt geworden durch ihre Radio-Interviews (z. B. für die BBC), Beiträge in nationalen Zeitungen, diverse Podcasts und öffentliche Vorträge (z. B. an der Royal Institution of Great Britain, als New Scientist Live featured Speaker oder an der New York Academy of Sciences). Zu ihrer Bekanntheit hat auch das in neun Sprachen übersetzte populärwissenschaftliche Buch The Beauty of Falling: A Life in Pursuit of Gravity beigetragen.

## Ehrungen
- 2010–2014: Stipendium der Schweizerischen Nationalstiftung für eine Professur für das Project „Challenging the cosmological paradigm“
- 2012–2013: ACES Advance Opportunity Grant für das Projekt „Recent Developments in Massive Gravity“
- 2016–2021: Wolfson Merit Award der Royal Society
- 2017: École polytechnique fédérale de Lausanne Alumni Award
- 2017–2021: Simons Foundation Award für das „Origins of the Universe“-Programm mit Rachel Rosen
- 2017–2022: ERC consolidator grant für das Projekt „Massive Gravity and Cosmology“
- 2018: St John’s College, Cambridge Adams Prize
- 2020: Blavatnik Awards for Young Scientists: Gewinnerin im Bereich UK Physical Sciences and Engineering
- 2023: Mitglied der American Academy of Arts and Sciences

## Publikationen (Auswahl)
Monografien
- Die Schönheit des Fallens: Auf der Suche nach dem Geheimnis der Gravitation. Aufbau Verlag, Berlin 2024, ISBN 978-3-351-04177-9. (Hainer Kober, Übersetzer)
  - Original: The Beauty of Falling: A Life in Pursuit of Gravity. Princeton University Press, Princeton (New Jersey) 2024, ISBN 978-0-691-23749-7.
  - Franz. Ausgabe: La beauté de la chute: Une vie à percer les mystères de la gravitation. QUANTO, 2024, ISBN 978-2-88915-612-2.

Herausgeberwerke
- gem. m. Giovanni G. Fazio Andrew J. Tolley, W. Stecker, Floyd, Zoltan Haiman: The Encyclopedia of Cosmology Set 2: Frontiers in Cosmology (1–3) (World Scientific Series in Astrophysics, Band 0). World Scientific Publishing, Singapur 2023, ISBN 978-981-12-8969-9.

Zeitschriftenartikel
- gem. m. Laura Engelbrecht, Lavinia Heisenberg und Alice Lüscher: Positivity bounds in vector theories. Journal of high energy physics, 2022, Bd. 15 (12), S. 1–40. doi:10.1007/JHEP12(2022)086
- gem. m. Sebastian Garcia-Saenz, Lavinia Heisenberg, Victor Pozsgay und Xinmiao Wang: To Half-Be or Not To Be? Journal of high energy physic, Bd. 2023, Nr. 6, S. 1–31. doi:10.1007/JHEP06(2023)088
- gem. m. Scott Melville, Andrew J. Tolley und  Shuang-Yong Zhou: UV complete me: positivity bounds for particles with spin. Journal of high energy physics, Bd. 2018, Nr. 3. .